# دولنی پوچرنیتسه
دولنی پوتشرنیتسه (به چکی: Dolní Počernice) یک منطقهٔ مسکونی در جمهوری چک است که در Prague 14 واقع شده‌است. دولنی پوتشرنیتسه ۲٬۱۹۰ نفر جمعیت دارد.